# 夢みる子ねこ
「夢みる子ねこ」（ゆめみるこねこ）は、1983年8月 - 9月にNHK『みんなのうた』で放送された曲。作詞・作曲：金井昌子、補作・編曲：山本直純、歌：デューク・エイセス。
1983年8月 - 9月、NHK『みんなのうた』で放送された。「ミケ」というネコを主人公に、日頃の行動や、「空を飛びたい」と思う様子を歌った楽曲。曲中には「ネコ」や「夢」に因んで、「猫踏んじゃった」や「夢路より」のパロディが挿入されている。
1983年5月5日開催のNHKテレビ開局30周年記念「こどものうたのフェスティバル」で行われた「こどものうたコンクール」の優秀曲で、補作と編曲はコンクールの審査員も務めた山本直純が手掛けた。同コンクール入賞作「馬のシッポ ぶたのシッポ」（歌：坂本九、東京放送児童合唱団）と共に『みんなのうた』で放送された。『みんなのうた』での放送映像は、尾崎真吾製作のアニメが同番組で初めて使用された。
長らく再放送されなかったが、2017年8月に34年ぶりとなる初の再放送が行われた（サイドパネル付き・ニュープリント）。